# Uchte (Biese)
Die Uchte ist ein 49 km langer, rechter bzw. südlicher Zufluss der Biese im Norden Sachsen-Anhalts, Deutschland. Die Flussordnungszahl ist 3.

## Überblick
Der Flusslauf, der sich im Süden und Osten der Altmark befindet, verläuft vollständig auf dem Gebiet des Landkreises Stendal. Das Gefälle der Uchte beträgt von der Quelle bis zur Mündung etwas über 50 m. Lange Abschnitte der Uchte wurden im Zuge von Meliorationsmaßnahmen kanalisiert.
Sämtliche Gewässer im Einzugsgebiet der Uchte sind zur Wasserregulierung bis in die Quellgebiete ausgebaut. Die Gewässer wurden „vertieft, begradigt, befestigt, in ein Trapezprofil gedrängt“ und sind teils völlig gehölzlos. Oberhalb von Stendal stehen, vorrangig mangels geklärter Zuständigkeiten, fast alle ca. 140 Stauanlagen offen, die das Wasser in den Meliorationskanälen zurückhalten sollten. Die Talaue ist weitestgehend zerstört. Weder die Uchte noch ihre Zuflüsse sind als naturnah oder auch nur bedingt naturnah einzuschätzen.

## Verlauf
Das Quellgebiet in Uchtspringe, das zum Landschaftsschutzgebiet „Uchte-Tangerquellen“ gehört, liegt am Nordrand der Colbitz-Letzlinger Heide auf etwa 75 m ü. NHN.
Der größte Teil des Wassers kommt hierbei aus dem Quellgebiet südlich von Uchtspringe, am Fuße des Springberg-Hügels. Der längste Quellarm (etwa 1,6 km) entspringt allerdings westlich von Uchtspringe. Auf den ersten zehn Kilometern beträgt das Gefälle etwa 40 m. Seit 1335 wird im Uchtspringer Nachbarort Staats eine Wassermühle an der Uchte betrieben. Sie ist noch intakt und kann besichtigt werden. Ab hier nimmt die Uchte größere Mengen Wasser durch Entwässerungsgräben der Landwirtschaft auf. Ab Käthen weitet sich die Uchteniederung aus. In Richtung Osten fließt sie (vorbei an Nahrstedt, Möringen und Insel) bis in das Stadtgebiet von Stendal.
Nur zehn Kilometer von der Elbe entfernt wendet sich die Uchte ab Stendal (wo sie teils unterirdisch verläuft) nach Norden. Vorbei an Eichstedt, Klein Schwechten und Goldbeck erreicht sie in Walsleben den Rand der Wische, einem ebenen Gebiet zwischen Uchte und Elbe. Der Lauf der Uchte (von Stendal bis Walsleben parallel zur Elbe) wendet sich nun nach Nordwesten. Über Düsedau fließt sie nach Osterburg. Nordöstlich der Stadt mündet sie in die Biese, die ab Seehausen unter dem Namen Aland in Richtung Elbe weiterfließt.

## Zuflüsse
Die Zuflüsse sind allesamt Gräben.
- Schmegelgraben (rechts)
- Graben aus Buchholz (rechts)
- Rietzgraben (links)
  - Dreschgraben
  - Perlgraben
- Neuer Graben
  - Dahlener Flottgraben (rechts)
    - Alter Flottgraben
- Kuhgraben (rechts)
  - Alter Kuhgraben
  - Neuer Kuhgraben
- Landgraben (rechts)
- Werftgraben
- Speckgraben (links)
  - Burggraben
- Rhingraben (links)
- Grenzgraben
- Schaugraben (links)

## Namensbedeutung
Über den Bedeutung des Namens des Flusses gibt es keine direkten Quellen.
Die Oberflächenformen im Einzugsgebiet der Uchte sind in der Saale-Kaltzeit entstanden. Da in den Niederungen unter den oberflächlich abgelagerten Sanden Schichten aus Ton und Mergel verhindern, dass das Niederschlagswasser in den Untergrund eindringt, kommt es zur Bildung von Staunässe, die zur Bildung von Sümpfen und flachen, stehenden Gewässern führt. Gerade oberhalb von Stendal ist das Gefälle so gering, dass dieses Areal Überschwemmungsgebiet ist. Möglich wäre insofern eine Namensgebung analog zum niedersächsischen Flecken Uchte, dessen Name wahrscheinlich auf ukt-apa (Sumpf- oder Moorwasser) zurückzuführen ist, denkbar.